# 米斯卡斯特冰原島峰
80°30′S 159°9′E / 80.500°S 159.150°E
米斯卡斯特冰原島峰（英語：Miscast Nunataks）是南極洲的冰原島峰，位於奧次地，海拔高度910米，處於塔德波爾山和麥迪遜山之間的伯德冰川南岸，現時由南極條約體系管理。